# Parerigone nigrocauda
Parerigone nigrocauda là một loài ruồi trong họ Tachinidae.